# Abul Fazl-schrijn
Abul Fazl-schrijn is een sjiitisch schrijn en moskee, gelegen in het district Murad Khane, in Kabul, de hoofdstad van Afghanistan.
De faciliteit werd op 21 februari 2023 getroffen door een enorme explosie.